# Parc de Sant Eloi

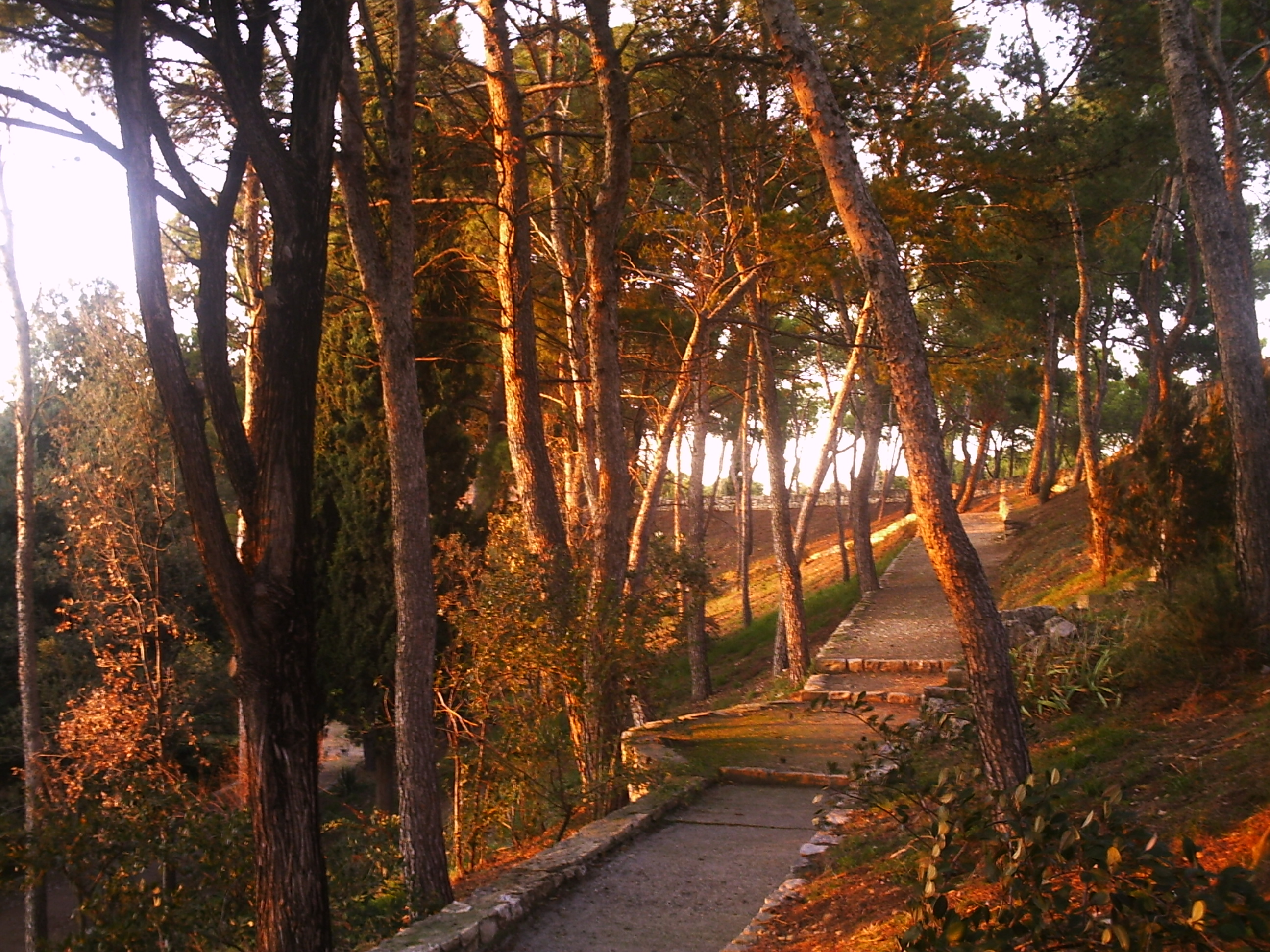
Un camí al parc de Sant Eloi

El Parc de Sant Eloi és un parc ubicat al nucli de Tàrrega, més concretament a la serra de Sant Eloi, a 418m d'alçada per sobre del nivell del mar, que posseeix gairebé 20 hectàares.

## Història
Sant Eloi té els seus orígens a principis del segle xx, quan l'any 1913 un grup de ciutadans s'uneixen i formen l'Associació d'Amics de l'Arbre, que tenia com a objectiu plantar arbres a la serra de Sant Eloi amb afany de crear un gran parc per als targarins/ines. L'ermita ubicada en aquest parc la va fer construir l'argenter targarí Simó Canet el segle xiii, en honor de Sant Eloi, patró dels orfebres.
Amb el pas del temps (cal esmentar que, d'aquí a 4 anys, en farà cent de la seva fundació), Sant Eloi ha esdevingut un parc de grans dimensions (gairebé 20 hectaàres) amb gran quantitat de pins, alzines, oliveres i ametllers, i també un espai de descans i diversió per a tothom.

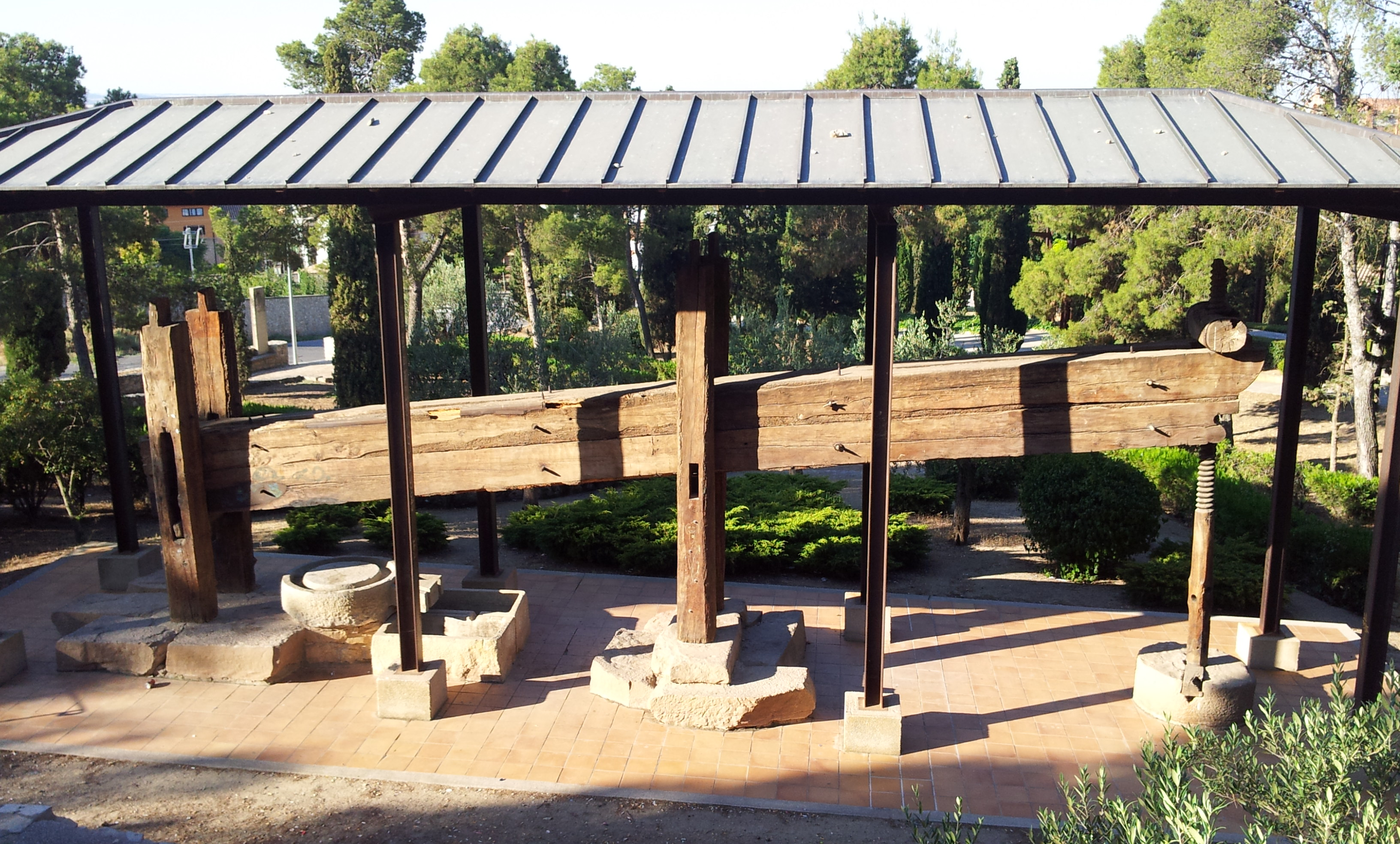
La premsa d'oli de Conill, al parc de Sant Eloi

Predomina la bellesa clàssica del jardí llatí, racons d'estil romàntic on la mà de l'home intenta ésser dissimulada entre les obres de la mateixa naturalesa, caminets que baixen serpentejant pel vessant de la muntanya, museu a l'aire lliure de tot allò que esmenta a la indústria i a l'agricultura tradicionals amb una immensa premsa d'oli (del despoblat de Conill), trulls de molí d'oli, una premsa de vi, un molinet de vent, una segadora fabricada a la Indústria Trepat de Tàrrega i un tractor Fordson de 1917 que fou el primer a treballar les terres de l'Urgell.
Des dels miradors de la serra de Sant Eloi, que aprofiten antigues torrasses construïdes durant les guerres carlines del segle xix, s'observa una interessant panoràmica de Tàrrega.